# Осёнка (посёлок)
Осёнка — посёлок в Непецинском сельском поселении Коломенского района Московской области России.
Расположен в северо-западной части района на берегах реки Осёнка (бассейн реки Москва). В посёлке — рыбоводное хозяйство «Коломенский рыбхоз», магазины, средняя школа, сельхозпредприятие. Имеются железнодорожная станция и автобусное сообщение с Коломной.
Постановлением Правительства Российской Федерации от 25 января 1999 года посёлок рыбхоза «Осёнка» переименован в посёлок Осёнка.

## Население
| 2002 | 2006 | 2010 |
| ---- | ---- | ---- |
| 140  | ↗168 | ↘96  |